# Wydział Polonistyki Uniwersytetu Warszawskiego
Wydział Polonistyki Uniwersytetu Warszawskiego – wydział Uniwersytetu Warszawskiego. Jego siedziba znajduje się przy ul. Krakowskie Przedmieście 26/28.

## Historia

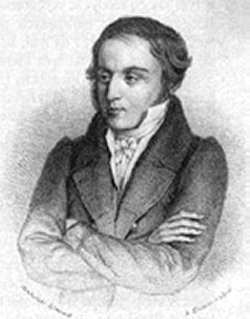
Kazimierz Brodziński – pierwszy wykładowca historii literatury polskiej. Sekretarz Uniwersytetu Warszawskiego w latach 1822–1830

Tradycje polonistyki i szeroko pojętych studiów filologicznych sięgają początku istnienia UW (1816–1818). W tym najwcześniejszym okresie istnienia uczelni jej pracownikami byli między innymi Anzelm Szweykowski (pierwszy rektor UW), Kazimierz Brodziński (pierwszy wykładowca historii literatury polskiej; sekretarz UW w latach 1823–1830), Samuel Bogumił Linde (językoznawca i leksykograf), Ludwik Osiński (profesor literatury porównawczej).
Polonistyka warszawska kontynuuje także tradycje polonistyczne Liceum Warszawskiego, które mieściło się, od 1817, w Pałacu Kazimierzowskim. Dyrektorem Liceum Warszawskiego był Linde, a wśród nauczycieli pojawiają się nazwiska m.in. Feliksa Bentkowskiego, Mikołaja Chopina, Franciszka Salezego Dmochowskiego.
Wskutek represji po powstaniu listopadowym (zamknięcie uczelni) rozwój warszawskiej polonistyki akademickiej został zahamowany. Dopiero otwarcie Szkoły Głównej Warszawskiej (1862–1869), a w jej ramach Wydziału Filologiczno-Historycznego, stworzyło szansę na reaktywację studiów na tym polu. Wykłady prowadzili między innymi Adam Bełcikowski i Aleksander Tyszyński.
Na rosyjskojęzycznym Cesarskim Uniwersytecie Warszawskim (1870–1915) filologię polską podporządkowano filologii słowiańskiej, co nie wpływało stymulująco na rozwój badań w zakresie języka polskiego i literatury narodowej.
Właściwa restytucja warszawskiej polonistyki akademickiej rozpoczęła się w 1915. Od tego czasu prace i seminaria filologiczne prowadzili tu Józef Kallenbach, Juliusz Kleiner, Bronisław Chlebowski. Historię literatury polskiej wykładali Józef Ujejski i Bronisław Gubrynowicz; następnie Julian Krzyżanowski (od 1933) i Wacław Borowy (od 1937). Na kartach historii warszawskiej polonistyki zapisali się również Manfred Kridl, Zofia Szmydtowa, Zygmunt Szweykowski, Konrad Górski, Kazimierz Wóycicki. Doniosłą rolę w dziejach polskiego literaturoznawstwa odegrało Koło Polonistów imienia Stefana Żeromskiego. Spośród językoznawców warto wymienić Jana Baudouina de Courtenay, Adama Antoniego Kryńskiego, Stanisława Szobera, Witolda Doroszewskiego, a także slawistę Stanisława Słońskiego. Dzięki takim postaciom jak Ryszard Ganszyniec, Gustaw Przychocki, Adam Krokiewicz, Tadeusz Zieliński, Kazimierz Kumaniecki dynamicznie rozwijała się filologia klasyczna.
W latach 1940–1941 tajnym nauczaniem przedmiotów polonistycznych kierował Julian Krzyżanowski. Wśród kadry znaleźli się między innymi Wacław Borowy, Jan Stanisław Bystroń, Witold Doroszewski, Zofia Szmydtowa, Tadeusz Mikulski. Wśród studentów: Krzysztof Kamil Baczyński, Wacław Bojarski, Tadeusz Gajcy, Andrzej Trzebiński, Tadeusz Borowski.
Po wojnie organizacją akademickiej polonistyki warszawskiej zajmowali się Wacław Borowy i Julian Krzyżanowski. Powołano wówczas Seminarium Historii Literatury Polskiej, które w 1950 przerodziło się w Katedrę Historii Literatury Polskiej Wydziału Filologicznego (istniejącą do 1968). Pracowali tu wówczas między innymi Jerzy Pelc, Stefan Żółkiewski, Jan Zygmunt Jakubowski, Kazimierz Budzyk, Maria Renata Mayenowa, Zofia Szmydtowa, Jan Kott, Zdzisław Libera, Jan Nowak Dłużewski, Eugeniusz Sawrymowicz, Zofia Straszewska, Artur Sandauer (literaturoznawcy); Stanisław Skorupka, Halina Koneczna, Halina Kurkowska, Danuta Buttler, Barbara Bartnicka, Renata Grzegorczykowa, Jadwiga Puzynina, Halina Satkiewicz, Mieczysław Szymczak (językoznawcy); Lidia Winniczuk, Oktawiusz Jurewicz, Juliusz Domański (filologowie klasyczni); Józef Magnuszewski, Zbigniew Rysiewicz, Zdzisław Stieber, Adam Weinsberg-Wayda, Przemysław Zwoliński, Janusz Siatkowski (slawiści i indoeuropeiści). W 1968 w nowo utworzonym Wydziale Filologii Polskiej i Słowiańskiej powstał osobny Instytut Filologii Polskiej, kierowany przez Jana Zygmunta Jakubowskiego, później przez Janinę Kulczycką-Saloni. W 1975 Wydział Filologii Polskiej i Słowiańskiej przemianowano na Wydział Polonistyki. Od roku akademickiego 1975/1976 obok Instytutu Literatury Polskiej i Instytutu Języka Polskiego funkcjonowała Katedra Kultury Polskiej (obecnie Instytut Kultury Polskiej).
Obecnie Wydział Polonistyki Uniwersytetu Warszawskiego jest jednym z największych w kraju ośrodków naukowych, rozwijających studia polonistyczne, slawistyczne, hellenistyczne, kulturoznawcze, latynistyczne i bałtystyczne w zakresie nauk o literaturze, kulturze i języku. Wydział ma uprawnienia do nadawania stopni naukowych doktora i doktora habilitowanego nauk humanistycznych w zakresie językoznawstwa, literaturoznawstwa i kulturoznawstwa.

## Struktura
- Instytut Literatury Polskiej
- Instytut Języka Polskiego
- Instytut Kultury Polskiej
- Instytut Polonistyki Stosowanej
- Instytut Filologii Klasycznej
- Instytut Slawistyki Zachodniej i Południowej
- Katedra Językoznawstwa Ogólnego, Wschodnioazjatyckiego, Porównawczego i Bałtystyki
- Centrum Języka Polskiego i Kultury Polskiej dla Cudzoziemców „Polonicum”

### Biblioteki
- Biblioteka im. Wacława Borowego. Powstała po drugiej wojnie światowej dzięki inicjatywie Wacława Borowego (imię uczonego nosi od 1990). W 1945 bibliotekę Seminarium Historii Literatury Polskiej zasilono zbiorami Biblioteki Uniwersytetu Warszawskiego (dotychczasowa siedziba Seminarium uległa zniszczeniu; przeniesiono je do gmachu porektorskiego)[11]. W kolejnych latach książnicę uzupełniano m.in. dubletami z Biblioteki Uniwersytetu Jagiellońskiego (staraniem Juliana Krzyżanowskiego)[12]. Za oficjalny początek istnienia biblioteki uznaje się rok 1950. Od tego czasu księgozbiór stale się powiększał[13]. Obecnie liczy około 100 tysięcy woluminów. Składają się na niego publikacje literaturoznawcze, kulturoznawcze, filozoficzne, religioznawcze i z zakresu dyscyplin pokrewnych. Katalog internetowy biblioteki dostępny jest pod adresem: http://193.0.75.34/cgi-bin/makwww.exe
- Biblioteka im. Jana Baudouina de Courtenay. Powstała również po drugiej wojnie światowej, na początku lat pięćdziesiątych. Jej zaczątkiem był księgozbiór Seminarium Języka Polskiego. Obecnie biblioteka liczy około 80 tysięcy woluminów (publikacji z dziedziny językoznawstwa, pedagogiki, semiotyki, filozofii, antropologii oraz z dziedzin pokrewnych). Od 2010 biblioteka nosi imię Jana Baudouina de Courtenay. Katalog internetowy biblioteki dostępny jest pod adresem: https://web.archive.org/web/20141105185256/http://www.bijp.uw.edu.pl/katalogi.php

### Organizacje studenckie
- samorząd studencki
- Teatr Polonistyki UW im. Eligiusza Szymanisa
- liczne koła naukowe, w tym działające od wielu lat Koło Literaturoznawców oraz portal kulturalny „Niewinni Czarodzieje”

## Kierunki studiów
- Filologia polska
- Filologia bałtycka
- Filologia klasyczna i studia śródziemnomorskie
- Filologia polskiego języka migowego
- Kulturoznawstwo – wiedza o kulturze
- Logopedia ogólna i kliniczna
- Slawistyka
- Sztuka pisania
- Sztuki społeczne

## Władze
Dziekan: dr hab. Iwona Kurz, prof. ucz.
Prodziekan ds. Rozwoju Kadry Naukowej: prof. dr hab. Tomasz Wójcik
Prodziekan ds. Badań Naukowych i Współpracy z Zagranicą: dr hab. Iwona Burkacka, prof. ucz.
Prodziekan ds. Studenckich: dr Łukasz Książyk

## Absolwenci
W historii Wydziału zapisały się trwale nazwiska wielu uczonych oraz artystów, w tym Jana Lechonia, Krzysztofa Kamila Baczyńskiego, Tadeusza Gajcego, Andrzeja Trzebińskiego i Tadeusza Borowskiego. W ostatnich dekadach XX wieku grono studentów polonistyki warszawskiej powiększyło wielu twórców współczesnego życia artystyczno-literackiego, m.in. Wojciech Młynarski, Maciej Zembaty, Magda Umer, Jacek Kaczmarski, Muniek Staszczyk, Andrzej Tadeusz Kijowski czy twórcy Kabaretu Moralnego Niepokoju (Robert Górski, Mikołaj Cieślak, Przemysław Borkowski, Rafał Zbieć).